# Сити поп
Сити поп (シティ・ポップ, shitī poppu) је врста јапанске поп музике која се појавила касних 70их година 20. века и достигла врхунац 80их. Овај жанр се прво сматрао изданком јапанске „нове музике” која је била под западним утицајем, али касније је обухватио широк спектар стилова повезаних са вишом класом и новим економским процватом ове земље. Неки од ових стилова су АОР, софт рок, Р&Б, фанк и буги. Такође је био повезан са новим технологијама попут Вокмена, аутомобилима са уграђеним касетофонима и ФМ радијима, као и разним електронским музичким инструментима. 
Не постоји заједничка сагласност међу научницима у вези са дефиницијом сити попа. У Јапану, ова етикета представљала је музику која је имала урбану популацију као циљну демографску групу. Многи уметници нису користили јапански утицај својих претходника и уместо тога су у великој мери узимали инспирацију из америчког софт рока, бугија и фанка. У неким случајевима се могу уочити елементи тропске и диско музике, џез фузије, окинаванске, латиноамеричке и карипске музике. Певач и текстописац Тацуро Јамашита, који је био међу пионирима и најуспешнијим извођача овог жанра, често је називан „краљем” сити попа.
Сити поп престао је да буде привлачан великим масама после 80их година и млађе генерације су га звале „шити поп” (реч "сити" и енглески придев "shitty"- срање, шит, су хомофони у јапанском,  прим. прев). Раних 2010их, делимино због појаве блогова за дељење музике и јапанских реиздања, сити поп је стекао нове интернационалне слушаоце и постао темељ за нове микрожанрове који се заснивају на узорцима (семпловима) попут вејпорвејва и фјучур фанка. 

## Дефиниције
Дефиниције сити попа варирају и многи уметници који спадају у овај жанр су правили музику која је знатно другачија од других извођача истог жанра. Јутака Кимура, аутор бројних књига о сити попу је дефинисао овај жанр као „урбана поп музика за оне са урбаним стилом живота”. 2015, Рјотаро Аоки је написао у The Japan Times:
„Овај термин је прво био коришћен да опише „нове музике” настале под утицајем Запада 1970их и '80их. „Сити поп” се односио на Sugar Babe и Еиичи Охтакија, извођаче који су се одрекли јапанских утицаја својих претходника и увели у своју музику елементе џеза и Р&Б-а, жанрова који су звучали „урбано”. ... Овај термин је од тада излазио у улазио у музички лексикон. ... Кад се ради о термину који је нејасан и широк као што је сити поп, природно је да се људи не могу сложити око тога шта ова ознака значи било коме.”
Џон Билштајн из Ролинг Стоуна закључио је да је сити поп мање строг жанровски појам а више широка класификације те одређене врсте звука. Према надзорнику Јапанске архивске серије, Јосукеу Китазави, није било ограничења у стилу или одређеном жанру које смо желели да прикажемо овим песмама, али то јесте била музика коју су правили људи из града, за људе из града. Китазава је распознао два јасна стила која су приказана у сити попу: први је као бујна, тропска забава, а други као лупајућа музика за плес. 
Џошуа Минсум Ким из Пичфорка назвао је овај жанр нејасним описом јапанске музике која је користила елементе џеза и Р&Б-а, а Крис Ингалс из PopMatters-а сврстао га је у категорију софт рока/АОР-а/фанка. Ед Мота из Wax Poetics-а рекао је: „Сити поп је заправо АОР и софт рок, али са мало фанка и бугија. Јер ако чујете сити поп песме са више фанка, чућете не само утицај, већ они у неким деловима крају од група као што су Skyy, BB&Q Band, и сличне америчке буги и фанк групе.” Један писац из Electronic Beats-а описао је сити поп као Јапанов одговор на синт поп и диско.

## Музичко порекло
Музички, сити поп користи релативно напредне технике компоновања и аранжирања, акорде који потичу директно из америчког софт рока те епохе (нпр. Steely Dan и The Doobie Brothers). Јутака је навео бенд Happy End као основу овог жанра, а Мота му налази почетке у 1970им са радом Харумија Хосоноа и Тацуроа Јамашите. Сарадник Вајса Роб Арканд је на сличан начин Хосоноа назвао кључним утицајем на сити поп.  Средином 1970их, Хосоно је основао бенд Tin Pan Alley, чија је музика била комбинација јужњачког Р&Б-а, северњачког соула и џез фузије са хавајским и окинаванским тропским процватом. Како каже Мајки Џоунс из Fact Mag-а, ово је довело до стила музике који ће се називати „сити поп”.
Овај жанр је постао уско повезан са технолошком експлозијом у Јапану за време 70их и 80их година 20. века. Неке од јапанских технолошких открића која су утицала на сити поп су Вокмен, аутомобили са уграђеним касетофоном и ФМ радијом, разни електронски музички инструменти као нпр. Casio CZ-101 и Yamaha CS-80 синтисајзери и Roland TR-808 бубњеви. Према Блиштајну, електронски инструменти и направе допустиле су музичарима да створе звукове из своје главе, а касетофони су омогућавали фановима да лакше слушају албуме. Још је рекао и да је као раскошан спој попа, диска, фанка, Р&Б-а, џез фузије, латиноамеричке, карипске и полинежанске музике, овај жанр био уско повезан са новим технолошким и економским напретком и новонасталом вишом класом коју је тај напредак створио.

## Популарност
Сити поп је постао препознатљив регионални жанр који је достигао врхунац популарности осамдесетих година прошлог века. Према Вајсу, најпопуларније личности овог жанра били су остварени композитори и продуценти, заједно са уметницима као што су  Тецуро Јамашита и Тошики Кадомацу, који су укључили сложене музичке аранжмане и технике компоновања у своје хитове. Економски раст им је такође помогао да лакше добију подршку музичких издавачких кућа. Јамашиту некад називају краљем сити попа. Овај жанр је изгубио популарност након 1980их. Како је описао Китазава, многи јапанци који су одрасли уз ову врсту музике сматрали су сити поп неаутентичном, мејнстрим, једнократном музиком, чак су га и звали „шити поп”.
Од 2010их, сити поп је поново заживео када су уметници попут Марије Такеучи стекли нове интернационалне онлајн слушаоце. Такође је постао основа за микрожанрове који се базира на узорцима, нпр. вејпорвејв и фјучур фанк. Ким је око 2010. дао заслугу Блогспот блоговима и јапанским реиздањима за упознавање музичких штребера са овим спојем АОР-а, фанка, диска и јахт рока. Оваква музика је била запостављана од стране западњака, а ни Јапанци је нису ценили. Међутим, Јутјуб алгоритми су помогли да песме сазнају веће масе и сити поп је нагло задобио популарност. 2020. један писац листа The Japan Times, Патрик Ст. Мајкл, написао је да у иностранству, издавачке куће поново издају ретке плоче и објављују компилације, иако су милиони чули сити поп кроз песме као што је „Plastic Love” (песма Марије Такеучи из 1984), или наизглед бескрајне плејлисте потпомогнуте аниме исечцима на Јутјубу.